# Ring Cairn

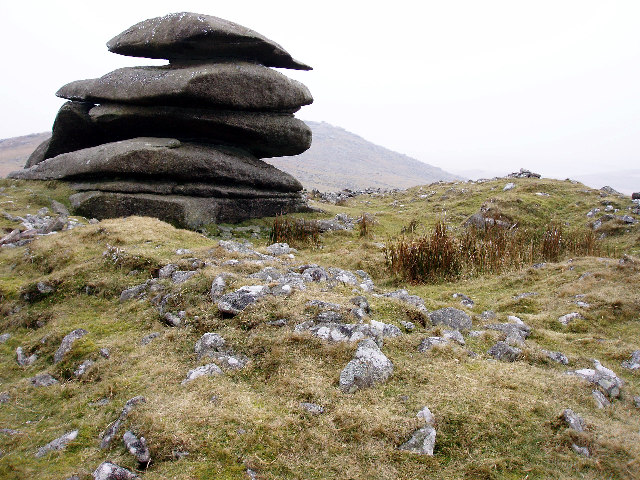
Kaum erkennbarer Ring Cairn am Showery Tor

Ein Ring Cairn (englisch, korrekter als Ring Bank Enclosure, fälschlich als Ring Barrow bezeichnet) ist eine leicht ovale oder runde, ringförmige, maximal 0,5 m hohe, jedoch unter Umständen mehrere Meter breite Wallstruktur, von 5,0 bis 22,0 m Durchmesser, aus Geröll und Erde, die ursprünglich in ihrer Mitte leer war. In einigen Fällen wurde das Zentrum später genutzt (in Manaton, beim Hound Tor mit einer Steinkiste - cornisch: Kistvaen). Die niedrige Struktur der Cairns ist ohne Ausgrabungen nicht immer zu erkennen.

## Beschreibung
Die aus der Bronzezeit stammenden Anlagen sind zwischen Cornwall; Wales und Derbyshire (Barbrook IV und V, Dolgamfa Cairn und Green Low) in England Schottland und in Irland verbreitet und werden als Kerb Cairn auch als sehr kleiner Ring aus großen Randsteinen gebaut, dessen Zentrum ausgefüllt wurde. Die Hauptkonzentration liegt in Mittelwales, aber auch im Gebiet der Clava Cairns.

Ringcairns
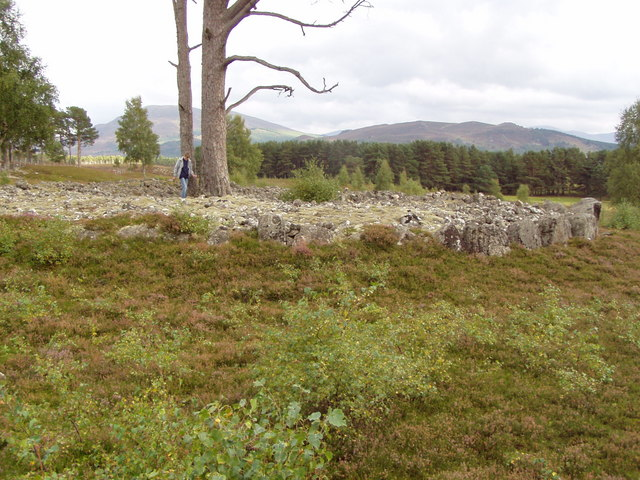
Grenish Ring Cairn
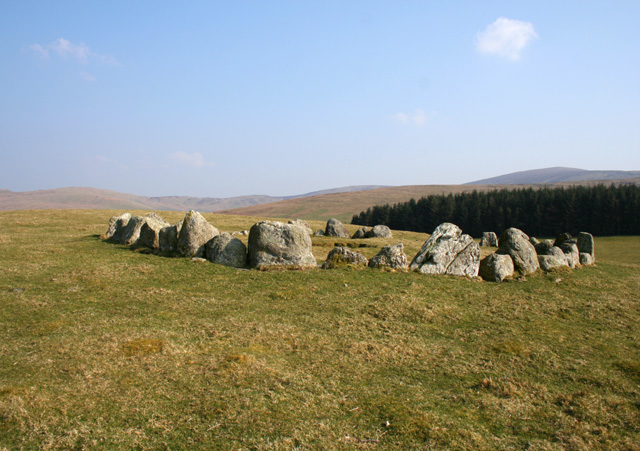
Moel Tŷ-uchaf
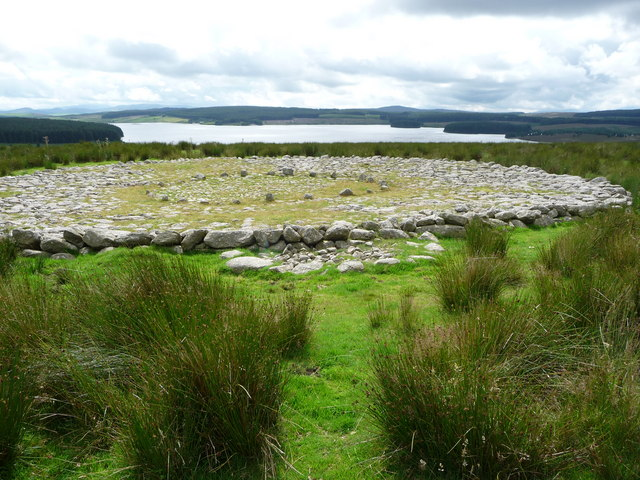
Llyn Brenig - rekonstruiert
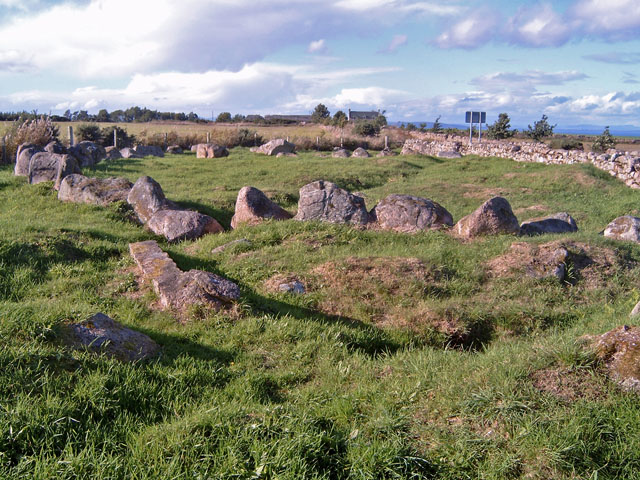
Ring Cairn bei Mains of Moyness

Die Cairns (auch als Plattform Cairns bezeichnet) wirken wie flache Ausgaben der mehrfach höheren Clava Cairns, die von Laien ebenfalls als Ring Cairns bezeichnet werden. Obwohl in einigen Ringen Bestattungen gefunden wurden, scheint dies nicht ihr ursprünglicher Sinn gewesen zu sein. Im zentralen Bereich werden Gräber und Gruben mit Leichenbrand, Feuerstellen und manchmal kleine niedrige Cairns (Green Low) gefunden.
Ring Cairns dürften eine Funktion besessen haben, die irgendwo zwischen der der viel älteren Henges und der der zeitgleichen Steinkreise lag. Die Tatsache, dass es im Südosten von Wales so wenig Steinkreise gibt, könnte damit zusammenhängen, dass dort stattdessen Ring Cairns (Ring Cairns von Brenig) errichtet wurden.
Die leicht ovalen Ring Cairns in der Nähe des Arthur’s Stone auf der Gower-Halbinsel zeigen, dass der innere Rand von Ring Cairns besonders sorgfältig gebaut worden ist und ein kleiner Graben vorgelagert war. Ursprünglich gab es einen Durchgang durch den hier innen etwa zehn Meter weiten Ring, der anlässlich der Aufgabe der Nutzung blockiert wurde.

### Plattform Cairns
Plattform Cairns wie der von Brenig und der Carn Ferched, sind eine Unterart der Ring Cairns. Es sind flache, runde Steinplattformen, die außen mitunter von sorgfältig gearbeiteten, ebenen bis zu 0,5 m hohen Randsteinen gefasst sind. Im Inneren sind sie unterschiedlich gegliedert und enthalten oft Steinkisten oder kleine Cairns. Es ist oft schwierig, diese Art der Cairns ohne Ausgrabung zu bestimmen, da die auf den ersten Blick flache Form sich als ein Cairn herausstellen kann, von dem später die meisten Steine entfernt wurden. 
Beim kürzlich ausgegrabenen Gray Hill Cairn, in Monmouthshire im Südosten von Wales, wo Plattform Cairns häufig sind, zeigt die sorgfältig ausgearbeitete Oberfläche innerhalb der Randsteine, dass er als Plattform errichtet worden.